# Otto B. Roegele
Otto Bernhard Roegele (* 6. August 1920 in Heidelberg; † 6. September 2005 in Bergisch Gladbach) war ein deutscher Publizist und Kommunikationswissenschaftler.

## Leben
Otto B. Roegele wurde 1920 in Heidelberg geboren und besuchte das Bruchsaler Schlossgymnasium. Hier wurde er 1932 Mitglied der katholischen „Bruchsaler Gruppe“; 1933 Mitglied des Bundes Neudeutschland (ND). In dieser Zeit gab es immer wieder Auseinandersetzungen mit der Gestapo, die mit der Verhaftung von Mitgliedern 1939 und dem Verbot zunächst endete. Er studierte von 1938 an Philosophie, Geschichte und Medizin an der Ludwig-Maximilians-Universität München und setzte sein Studium in Heidelberg, Erlangen und Straßburg fort. 1945 wurde er an der Eberhard Karls Universität Tübingen zum Doktor der Philosophie und in München zum Doktor der Medizin promoviert. Roegele war Mitglied des Kartellverbands katholischer deutscher Studentenvereine.
Zunächst arbeitete Roegele nach dem Krieg in Heidelberg und Mannheim als Arzt, schlug aber auch parallel beim Rheinischen Merkur mit dessen Gründung 1948 die Laufbahn des Journalisten ein. 1949 übernahm er dort die Chefredaktion. Ab 1963 bis zu seinem Tod blieb er einer der Herausgeber dieser Wochenzeitung. 1972 gründete er zusammen mit anderen Katholiken die Zweimonatszeitschrift Communio, deren Mitherausgeber er war.
1963 wurde Roegele auf den neu gegründeten Lehrstuhl für Zeitungswissenschaft in München berufen, was mit der Leitung des „Instituts für Zeitungswissenschaft“ verbunden war. 1967 bis 1969 war er auch Gründungsrektor der Hochschule für Fernsehen und Film München (HFF). Seit 1974 war er Dekan der sozialwissenschaftlichen Fakultät der Ludwig-Maximilians-Universität München. 1985 wurde Roegele emeritiert.
Roegele war 1968 einer der Initiatoren zur Gründung des Instituts zur Förderung publizistischen Nachwuchses (ifp) in München, der Journalistenschule der deutschen Bischöfe. Er engagierte sich außerdem bei der deutschen UNESCO-Kommission und gehörte dem Zentralkomitee der deutschen Katholiken (ZdK) an. Roegele war Berater der Publizistischen Kommission der Deutschen Bischofskonferenz. Von 1957 bis 1963 und von 1969 bis 1972 war er Vorsitzender der Gesellschaft Katholischer Publizisten Deutschlands.
Im Jahr 2000 wurde er von Papst Johannes Paul II. wegen seiner Verdienste um die katholische Publizistik zum Komturritter des Gregoriusordens ernannt. 2000 wurde die „Otto-B.-Roegele-Stiftung“ zur Förderung von Forschungsprojekten auf dem Gebiet der Kommunikation gegründet.

## Veröffentlichungen (Auswahl)
- Der deutsche Katholizismus im sozialen Chaos. In: Hochland. Band 41. Februar 1949, S. 15 ff.
- Der Ritter von Hohenbaden. Die Lebensgeschichte des Markgrafen Bernhard. Herder, Freiburg im Breisgau 1951.
- Was erwarten wir vom Konzil? Gedanken eines Laien. Fromm, Osnabrück 1961.
- Die Zukunft der Massenmedien. Fromm, Osnabrück 1970.
- Krise oder Wachstum? Zu Gegenwartsfragen des deutschen Katholizismus. Seelsorge-Verlag, Freiburg im Breisgau 1970.
- Medienpolitik - und wie man sie macht. Fromm, Osnabrück 1973, ISBN 3-7729-5040-X.
- Bruchsal wie es war. Stadtgeschichte und Bilddokumentation. Verlag G. Braun, Karlsruhe 1975, ISBN 3-7650-8020-9.
- (mit Heinz Beckmann): Warum unsere Kirchen leerer werden … Interfromm, Zürich / Osnabrück 1977, ISBN 3-7201-5082-8.
- Was wird aus dem gedruckten Wort? Vom Lesen als Bürgerpflicht. Edition Interfromm, Zürich / Osnabrück 1977, ISBN 3-7201-5099-2.
- Neugier als Laster und Tugend. Edition Interfromm, Zürich / Osnabrück 1982, ISBN 3-7201-5142-5.
- Plädoyer für publizistische Verantwortung. UVK Medien Verlagsgesellschaft, Konstanz 2000, ISBN 3-89669-301-8.